# تامي ديكنسون
أنجيلا تامي ديكنسون (من مواليد 6 أكتوبر 1973) هي محامية أمريكية شغلت منصب المدعي العام للولايات المتحدة الغربية من ولاية ميسوري من عام 2013 إلى عام 2017.

## تعليم
حصلت ديكنسون على باكالوريا اداب عام 1989 من جامعة ويبيستر و دكتوراه الحقوق عام 1998 من جامعة الحقوق ميسوري.